# Kiel (Wisconsin)
Kiel is een plaats (city) in de Amerikaanse staat Wisconsin, en valt bestuurlijk gezien onder Calumet County en Manitowoc County.

## Demografie
Bij de volkstelling in 2000 werd het aantal inwoners vastgesteld op 3450. In 2006 is het aantal inwoners door het United States Census Bureau geschat op 3512, een stijging van 62 (1,8%).

## Geografie
Volgens het United States Census Bureau beslaat de plaats een oppervlakte van 6,3 km², waarvan 6,2 km² land en 0,1 km² water. Kiel ligt op ongeveer 265 m boven zeeniveau.

## Plaatsen in de nabije omgeving
De onderstaande figuur toont nabijgelegen plaatsen in een straal van 16 km rond Kiel.